# Plaça de la Revolució

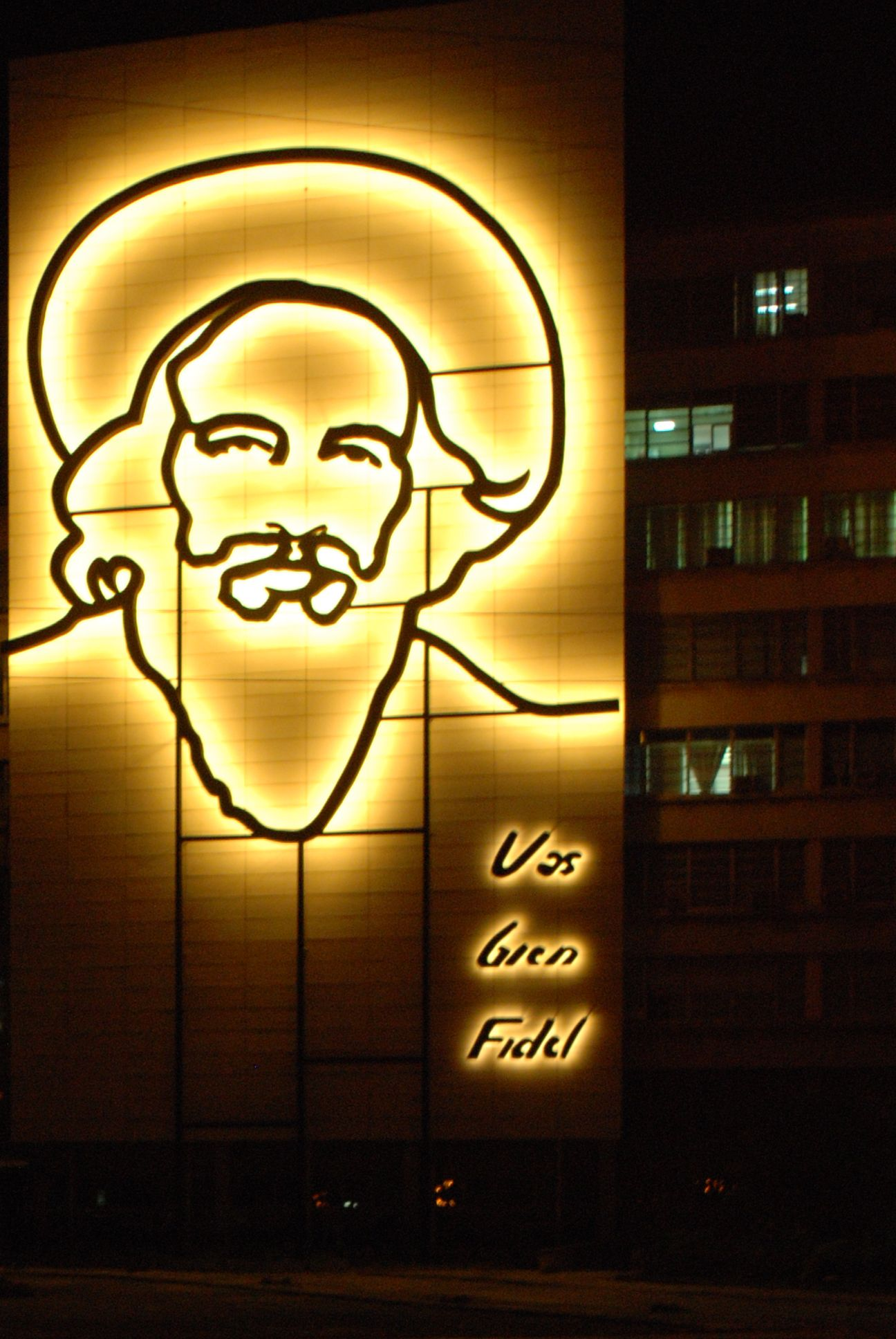
Monument a Camilo Cienfuegos, obra d'Enrique Àvila.

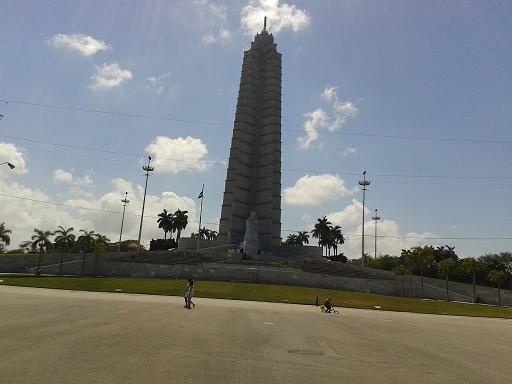

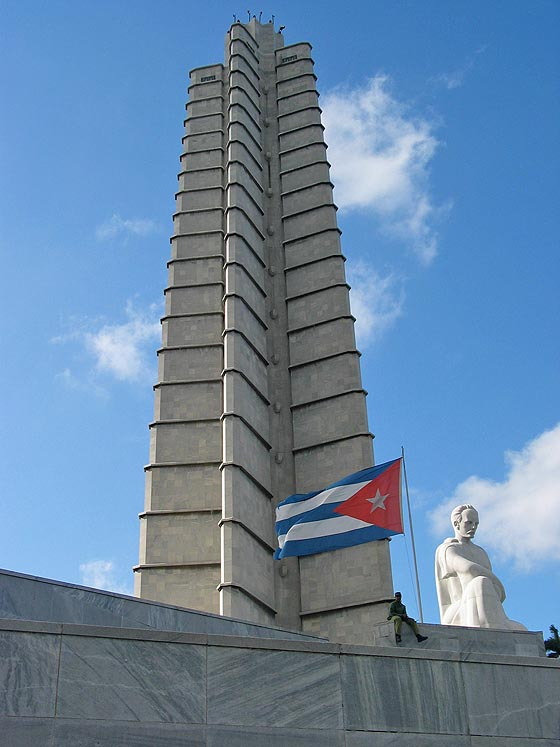
Memorial José Martí a la Plaça de la Revolució.

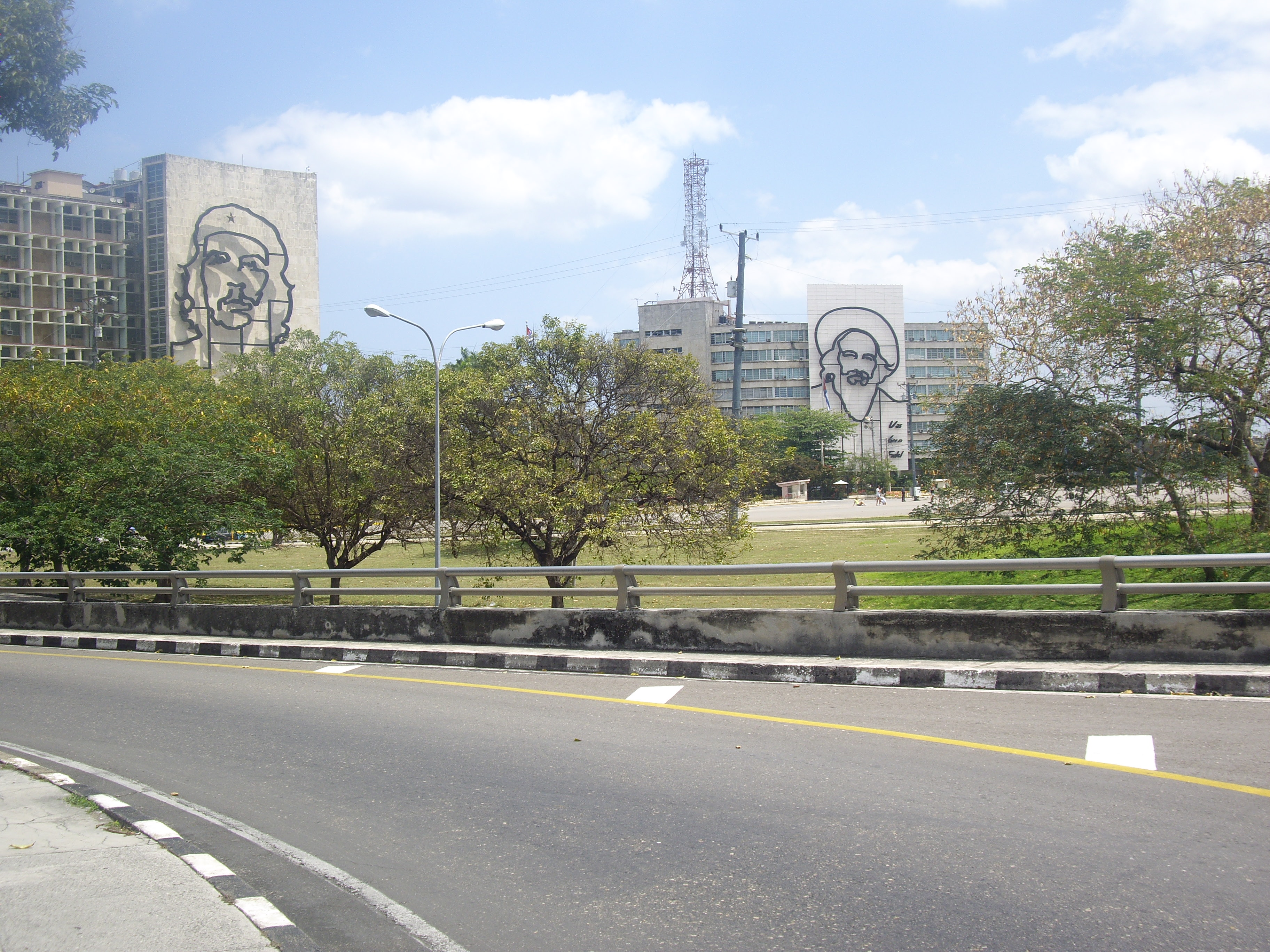

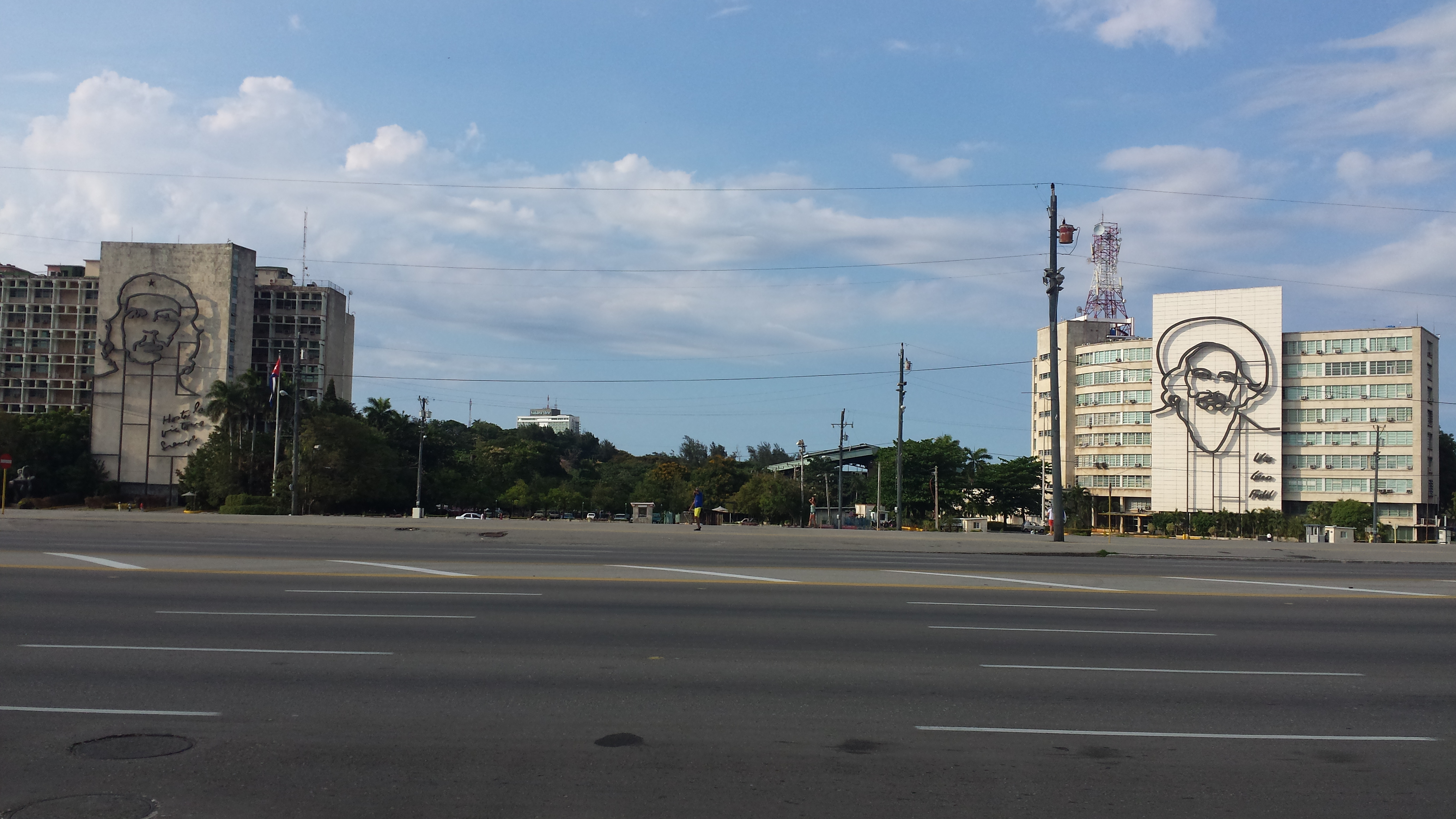
Monuments a Ernesto Che Guevara (Esquerra) i Camilo Cienfuegos (Dreta) a la Plaça de la Revolució.

La Plaça de la Revolució, coneguda com a Plaza de la Revolución i antigament com a Loma de los Catalanes, és una plaça pública de la ciutat de l'Havana, Cuba, una de les més grans del món amb 72 mil metres quadrats. Està situada en la municipalitat del mateix nom. La plaça va ser creada en l'època del dictador Fulgencio Batista, i es va anomenar Plaça Cívica, encara que la seva fama internacional va començar amb l'inici de la Revolució cubana. En la plaça podem trobar el Monument a l'heroi José Martí esculpit per l'artista Juan José Sicre i just al davant poden trobar el Ministeri de l'Interior amb la coneguda imatge del comandant i revolucionari Che Guevara la fotografia fou realitzada pel fotògraf Korda i tot seguit va ser transformada en un relleu escultòric, obra d'Enrique Àvila, amb una inscripció a on hi ha una frase en idioma castellà que diu; "Hasta la victoria siempre". En l'any 2009 es va inaugurar una altra obra del mateix artista i amb les mateixes especificacions tècniques, però aquesta vegada en honor de Camilo Cienfuegos, un altre gran heroi de la Revolució Cubana.

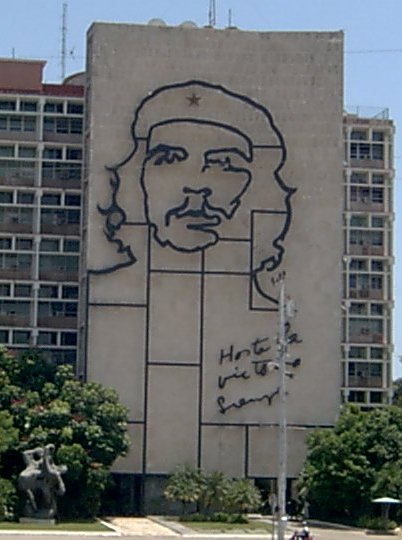
El famós relleu escultòric del Che Guevara, realitzat per l'artista cubà Enrique Àvila, inspirant-se en una famosa fotografia d'Alberto Korda.

## Ubicació en laLoma de los Catalanes
La plaça es troba en la intersecció de les avingudes Paseo i Rancho Boyeros, importants artèries de la ciutat de l'Havana. Anteriorment en aquest lloc hi havia una petita elevació coneguda com Loma del Tadino o Loma de los Catalanes, per l'existència d'una ermita dedicada a la Mare de Déu de Montserrat, construïda per la colònia catalana el 1921. L'any 1951 s'enderrocà la vella ermita per fer la plaça, i el 1954 s'inaugurà una nova ermita, també dedicada a Montserrat, al sud de l'Havana, prop de l'actual parc zoològic.

## Monument a José Martí
Amb una alçada de 112,75 metres fins al capdamunt de la torre i de 141,995 metres fins als fars i les banderes, el monument a l'heroi José Martí constitueix el punt més alt de la Ciutat de l'Havana. Compta amb un diàmetre total de 78,50 metres. La piràmide, d'aproximadament 28 metres d'ample, disposa d'un elevador interior de 90 metres de recorregut i d'una escala de 579 esglaons. A l'àrea de la base del monument es troba el Memorial José Martí, en el qual es llegeixen 79 pensaments de Martí gravats amb lletres de color daurat, distribuïts entre els 5 salons que hi ha en aquell indret. La part superior és una còpia exacta de la planta baixa. En el pis estan reflectides les distàncies existents entre el monument i les capitals de 43 països, així com de 8 llocs del territori nacional. Des de les seves balconades, en dies de gran visibilitat, es pot albirar el paisatge de l'Havana fins a una distància de 60 quilòmetres aproximadament. Per arribar fins al cim del complex monumental, es pot fer servir un elevador o una escala de 567 esglaons. L'estàtua de José Martí, que es pot observar des dels baixos i els exteriors del complex monumental, està formada per 52 blocs de marbre i té una alçada de 18 metres. Allà va ser col·locada en l'any 1958 i està envoltada de 6 pilars que representen les antigues províncies en les quals es trobava dividit el territori cubà, amb els seus respectius escuts. Des de 1996 és seu del Memorial José Martí.

## Recordatori
La Plaça de la Revolució és un dels llocs on es reuneix el poble després de marxes multitudinàries en dies assenyalats, com el primer de maig. En aquesta plaça, el comandant en cap Fidel Castro ha parlat al poble en diverses ocasions durant diverses hores.

## Esdeveniments
El 20 de setembre de 2009 es va celebrar a la Plaça de la Revolució el segon concert per la pau sense fronteres, promogut pel cantant colombià Juanes i que va comptar amb la participació de quinze grups i solistes inclòs el propi Juanes.
El 20 de setembre de 2015 en aquesta mateixa plaça el sant pare Francesc va celebrar una santa missa davant gairebé un milió de persones, inclosos 3.500 convidats oficials, entre els quals destacaven el president cubà, Raúl Castro Ruz, i la presidenta argentina, la Sra. Cristina Fernández de Kirchner. El sant pare va demanar als cubans cuidar i servir de manera especial a les persones més fràgils.
El 29 de novembre de 2016, després de la defunció del president Fidel Castro el 25 de novembre, una multitudinària concentració del poble cubà i diversos mandatàris estrangers vinguts d'arreu del món per donar el darrer comiat al comandant Fidel, la cerimonia va estar precedida pel president Raúl Castro al costat d'importants caps d'estats del món com Jacob Zuma, Evo Morales, Nicolás Maduro, Alexis Tsipras, Rafael Correa, Roosevelt Skerrit, Salvador Sánchez Cerén, Daniel Ortega, Danilo Medina, Enrique Peña Nieto, Juan Carlos Varela, Hage Gottfried Geingob, Abdelmalek Sellal, entre altres representants del poble de Vietnam, la Xina, Rússia, Iran, Qatar i Espanya van homenatjar al comandant Fidel, amb una sèrie d'intervencions que van durar prop de quatre hores, a l'endemà de van sortir des de la mateixa plaça les cendres de Fidel en un darrer viatge cap al cementiri de Santa Ifigènia a Santiago de Cuba, les cendres del comandant, van marxar en un viatge que va rememorar el recorregut de la Caravana de la Llibertat de l'any 1959, aquesta vegada però en sentit invers.

## Galeria fotogràfica

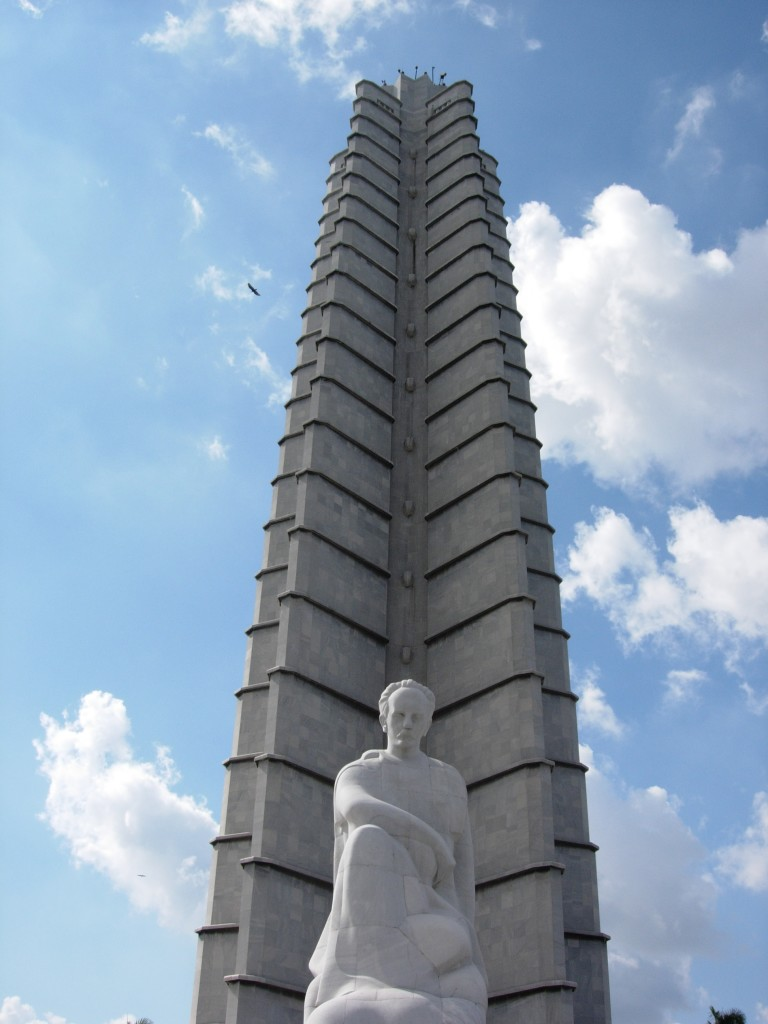
Memorial José Martí
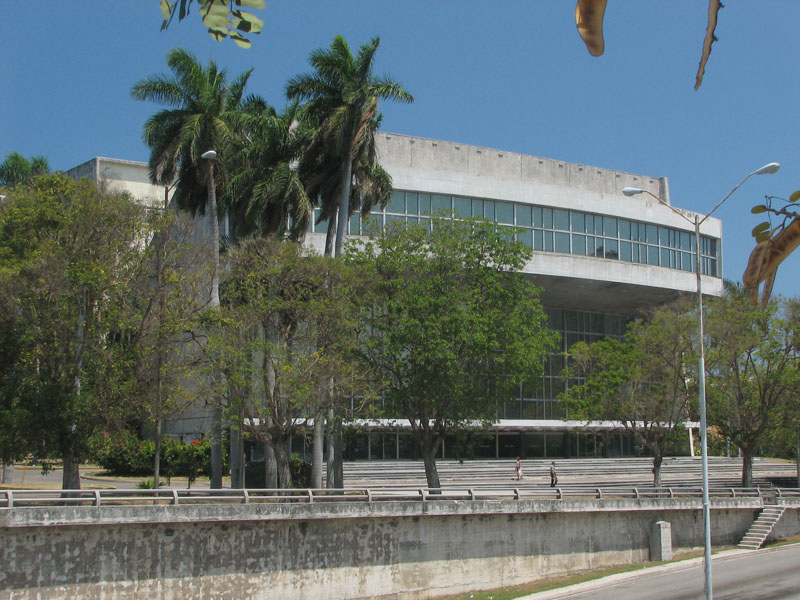
Teatre Nacional de Cuba